# Вокертон (Индијана)
Вокертон (енгл. Walkerton) град је у америчкој савезној држави Индијана.

## Демографија
По попису из 2010. године број становника је 2.144, што је 130 (-5,7%) становника мање него 2000. године.
| Група             | 2000.         | 2010.         |
| Белци             | 2.106 (92,6%) | 1.989 (92,8%) |
| Афроамериканци    | 11 (0,5%)     | 9 (0,4%)      |
| Азијати           | 8 (0,4%)      | 6 (0,3%)      |
| Хиспаноамериканци | 133 (5,8%)    | 108 (5,0%)    |
| Укупно            | 2.274         | 2.144         |